# サーレポル州
サーレポル州（サーレポルしゅう、ペルシア語: سر پل）は、アフガニスタン北部の州である。石油を産出する。サレポル州と表記される事もある。州都はサレプル。サーレポル州の面積は1万6386平方キロメートル（34州中16位）、総人口は約53万人（34州中17位）、人口密度は32人/平方キロ（34州中19位）である。

## 地理
日本の岩手県より少し広い州であり、中山間地と高山が8割を占める山あいの州である。サーレポル州の南部にはヒンドゥークシュ山脈の尾根の1つがあり、最も高い部分は標高3000メートルを越える。斜面には高地が広がっており、特に州東部は尾根が南に下がっているので標高1000メートル前後の広い高地がある。山脈からは幾筋もの川が流れてきて谷を下り、所々にオアシスを作って北に流れていく。それらの河川は州都サレポルの辺りで集まって1つになり、サフィード川となって北西に流れて行く。高地の先にはトルクメニスタンのカラクム砂漠から続く広大な砂漠があるが、高地を抜ける前に州境になる。

## 歴史

### 冷戦時代
1988年4月、バルフ州やジョウズジャーン州、サマンガーン州を分割して、サーレポル州が作られた。

### アメリカ同時多発テロ事件以降
2004年10月、第一回の大統領選挙が実施され、サーレポル州ではラシッド・ドスタム（約48％）が最多得票を得た。2009年8月、第二回の大統領選挙が実施され、サーレポル州ではドスタムが応援するハーミド・カルザイ大統領が最多得票（約47％）を得た。2011年12月、中国石油天然気集団（CNPC）はサーレポル州などで石油開発を始めたが、ドスタム派は分け前を要求していると言う。2012年12月、ISAF軍はサヤド郡以外の治安権限をアフガニスタン軍に移譲した。

### 第三回大統領選挙後
2014年4月、第三回の大統領選挙が実施され、サーレポル州ではアブドラ・アブドラ元外相が最多得票（約50％）を得た。2015年7月、ターリバーンが郡の1つを攻撃したが、戦意に劣る警察は10日戦っただけで降伏し、数百人居た守備隊も逃亡したと言う。

### 第四回大統領選挙後
2021年2月のPajhwok Afghan Newsの電話調査によると、ターリバーンはKohistanat郡の中心都市を支配していると言う。8月8日、ターリバーンは州都サレプルを攻撃し、州知事公邸や警察本部、国家保安局の施設を占領した。アフガニスタン軍は州都の陸軍基地やBalkhab郡に撤退して戦っている。

## 行政区分

サーレポル州の郡

1市6郡を擁する。
- Sar-e-pul - 州都サレプル
- Sayyad
- Kohistanat
- Sozma Qala
- Sancharak
- Gosfandi
- Balkhab（バルクハーブ郡[4]）

## 産業

### 農業
| 種類             | 生産量       | 順位 |
| ---------------- | ------------ | ---- |
| 小麦             | 16万1000トン | 12位 |
| 大麦             | 1万7296トン  | 11位 |
| とうもろこし     | 1386トン     | 31位 |
| グレープフルーツ | 315トン      | 13位 |
| アーモンド       | 35トン       | 21位 |
| 桃               | 10トン       | 27位 |
| りんご           | 5トン        | 31位 |
| 綿花             | 5.5トン      | 15位 |

サーレポル州は農業が盛んで、農業収入が家計収入の大半（75％）を占めている。小麦（34州中12位）と大麦（34州中11位）の生産量は平均的だが、全国的に見て特産と呼べるようなものは無い。

### 鉱業
アフガニスタン北西部の地底にはトルクメニスタンから数百キロ続く広大なアムダリヤ堆積盆地（Armu Darya Basin）があり、天然ガスや石油が埋まっている。冷戦時代、アフガニスタンでも他の産油国と同じように資源開発が始まり、サーレポル州ではアンゴット油田（Angot）やカシュカリ油田（Kashkari）、アーク・ダリヤー油田（Aqdarya）、バーザール・カミー油田（Bazarkami）などの有望な油田が見つかった。サーレポル州の北隣にあるジョウズジャーン州では3つの有望なガス田が発見され、東隣のファーリヤーブ州でも油田が見つかり、この地域の6大油田の推定埋蔵量は8800万バレルに達した。しかしその後の内戦で生産量はほぼゼロになり、新規開発も行われなくなった。8700万バレルの石油が20年以上も未採掘のまま残っていた、アフガニスタン北西部の資源開発が再開したのは2010年代に入ってからである。2011年12月、中国石油天然気集団（CNPC）がサーレポル州などで石油生産を始めた。なおサーレポル州には、この他にバルクハーブ銅山（英語: Balkhab）がある。

## 住民

### 民族
サーレポル州で最も人口が多いのはウズベク人とパシュトゥーン人、ハザーラ人だと言われている。その他にはアラブ人、タジク人が続き、クチ族やアイマーク人などの遊牧民も居る。

### 言語
サーレポル州の主要言語はダリー語（56％）であり、ウズベク語（19%）が続く。識字率は9％である。